# D.J. Newbill
Devonte Jerrell „D.J.” Newbill (ur. 22 maja 1992 w Filadelfii) – amerykański koszykarz, występujący na pozycjach rozgrywającego lub rzucającego obrońcy, aktualnie zawodnik klubu Osaka Evessa.
W 2015 rozegrał 5 spotkań w ramach letniej ligi NBA, w barwach Los Angeles Clippers.
16 marca 2018 został zawodnikiem Polskiego Cukru Toruń. 29 czerwca dołączył do australijskiego zespołu Cairns Taipans.
26 lutego 2019 podpisał umowę z rosyjskim Awtodorem Saratów.
21 sierpnia 2020 zawarł kontrakt z japońskim Osaka Evessa.

## Osiągnięcia
Stan na 8 listopada 2020, na podstawie, o ile nie zaznaczono inaczej.
NCAA
- Zaliczony do
  - I składu:
    - najlepszych pierwszorocznych zawodników konferencji USA (2011)
    - turnieju:
      - Big 10 (2015)
      - Barclays Center Classic (2014)
      - Charleston Classic (2015)

  - II składu All-Big Ten (2014, 2015)
  - składu honorable mention All-Big Ten (2013)
- Lider konferencji Big 10 w[7]:
  - średniej:
    - punktów (20,7 – 2015)
    - minut spędzonych na parkiecie (37,1 – 2015)

  - liczbie:
    - celnych:
      - (163) i oddanych (321) rzutów za 2 punkty (2014)
      - (209) i oddanych (462, 540 – 2015) rzutów z gry (2014)

    - strat (120 – 2013)

Drużynowe
- Mistrz Belgii (2017)
- Brązowy medalista mistrzostw Polski (2018)
- Zdobywca pucharu Belgii (2017)

Indywidualne
- Obrońca roku australijskiej ligi NBL (2020)
- Zaliczony do II składu NBL (2020)